# كلير جوديث هورويل
كلير جوديث هورويل هي أستاذة في مجال صحة الجيولوجية في قسم علوم الأرض ومعهد المخاطر والمقاومة في جامعة دورهام، كذلك هي المديرة المؤسسة لشبكة المخاطر الصحية البركانية الدولية (IVHHN)، تدرس هورويل مخاطر الصحة الناتجة عن الغبار المعدني الطبيعي والصناعي وحماية المجتمع.

## النشأة والتعليم
تولت هورويل اهتمامًا بالبراكين منذ صغرها عندما زارت جبل باتور في بالي عندما كانت في سن السابعة. حصلت على درجة البكالوريوس في علوم البيئة في جامعة شرق أنغليا في المملكة المتحدة، حيث درست العلوم البيئية والأرضية والصحة العامة. انتقلت إلى جامعة فيكتوريا فيليج أوف ولينغتون للحصول على درجة الماجستير (شهادة في العلوم التطبيقية)، ودرست علم البراكين. تمحورت أبحاثها في جامعة فيكتوريا في منطقة روتوروا، وهي منطقة حضرية يتعرض فيها 60,000 شخص لانبعاثات الطاقة الحرارية الأرضية.
 صممت هورويل عينات سلبية لقياس انبعاثات الغاز الجوي حول المدينة، وجمعت معلومات حول تعرض كبريتيد الهيدروجين وقدمت نصائح لخبراء الصحة العامة. حصلت على درجة الدكتوراه في جامعة بريستول، حيث عملت مع روبرت ستيفن جون سباركس بدعم من المجلس البحثي للبيئة الطبيعية. تركزت أبحاثها في الدكتوراه على خصائص السيليكا البلورية في الرماد البركاني التي تتحكم في سميتها.

## البحث و الحياة المهنية
أسست هورويل في عام 2003 شبكة الصحة الدولية للبراكين من خلال منحة شبكة ليفرهولم للثقة. توفر IVHHN معلومات حول مخاطر البراكين وأثارها على الصحة للجمهور العام ووكالات الحماية المدنية، وتساعد الحكومات على التحضير للاستجابة الصحية للثورات البركانية. وقد ظلت هي المديرة للشبكة، وشاركت منذ ذلك الحين في إنشاء لوحة معلومات هاواي الحكومية المشتركة لتقديم معلومات حول الدخان البركاني للجمهور العام. في عام 2005، انضمت هورويل إلى جامعة كامبريدج كزميلة بعد الدكتوراه في NERC. انتقلت إلى جامعة دورهام في عام 2007 كزميلة بحثية في مجلس البحوث المملكة المتحدة حيث هي الآن أستاذة.
شغلت هورويل منصب مستشارة لمنظمة الصحة العالمية ومكتب الوزراء البريطاني والصحة العامة في إنجلترا. تم تعيينها في الحكومة البريطانية للمجموعة الاستشارية العلمية للطوارئ للثورات البركانية في عام 2015. كانت رئيسة (وسابقا رئيسة منتخبة) وقائدة مؤسسة لقسم الصحة الجيوفيزيائية في الاتحاد الأمريكي للجيوفيزياء وشغلت منصبا في مجلس الاتحاد (2017-2020). لديها منصب تكريمي في وكالة الأمن الصحي في المملكة المتحدة (المعروفة سابقا باسم الصحة العامة في إنجلترا / وكالة حماية الصحة) منذ عام 2014.
تدرس هورويل مخاطر الغبار المعدني على الصحة وطرق دعم المجتمعات لحماية أنفسها من استنشاق تلوث الهواء بالجسيمات. تستخدم تحليل الفيزيوكيميائي لتحديد ما إذا كانت الجسيمات المعدنية ضارة أم لا، وكذلك التقييمات السمومية لتحديد المخاطر التنفسية. تساعد هذه الدراسات على فهم العلاقات بين الهيكل والسمية للمعادن. درست كيفية تكوين السيليكا البلورية في الأنظمة البركانية مثل القباب البركانية باستخدام تقنيات البتروجرافية. قد تكون السيليكا البلورية عاملاً ممرضًا وقد تؤدي إلى السيليكوز وسرطان الرئة. تحاول هورويل تحديد ما إذا كانت السيليكا في رماد البراكين لديها القدرة على تسبب هذه الأمراض. عملت هورويل مع السلطات في هاواي لمساعدة المجتمعات المحلية في التعامل مع انبعاثات كيلوايا فوج (الدخان البركاني). تم الوصول إلى موقع لوحة الفوج بين الوكالات أكثر من 50،000 مرة في الأسبوع خلال ثوران بونا السفلى في عام 2018.
عملت مع منظمة الصحة العالمية الأمريكية لإدخال بروتوكولات توصيات مرضية جديدة للاستخدام في حالات الأزمات البركانية وقد دعمت العديد من الوكالات الحكومية والمنظمات غير الحكومية في إندونيسيا ونيوزيلندا وسنغافورة واليابان وسانت فنسنت والمكسيك في التحضير لتعرض المجتمعات لانبعاثات البراكين والاستجابة لها.
أنشأت المشروع المعروف باسم "تدخلات الصحة في الثورات البركانية" (HIVE)، الذي تم تمويله من قبل ELRHA، لجمع الأدلة حول الحماية التنفسية للمجتمعات. قامت بالتحقيق في فعالية الأقنعة التي توزعها الوكالات خلال الثورات البركانية، حيث كانت تتطلع لتحديد ما إذا كانت تستطيع تصفية الجسيمات الدقيقة بشكل كافٍ أم لا، بالإضافة إلى فهم الأسباب السلوكية التي قد تجعل بعض المجتمعات ترتدي الأقنعة أو لا ترتديها، من خلال التعاون مع مجموعة من علماء الاجتماع. خلال هذا البرنامج، قامت هورويل بتطوير دورات تدريب المدربين بالتعاون مع الجمعية الدولية للحماية التنفسية لتعليم الناس في إندونيسيا كيفية حماية أنفسهم بشكل أفضل. أكدت أبحاثها، بالتعاون مع معهد طب العمل، أن الأقنعة المعتمدة من الصناعة N95 هي الأكثر فعالية في حماية المجتمعات من استنشاق رماد البركان، وأن الأقنعة الجراحية الأكثر استخداماً تقدم حماية أقل. تم نشر ملخص للمشروع كملحق لنشرة منظمة الصحة البان أمريكية المتخصصة في الكوارث والتي يتم توزيعها عالمياً لأكثر من 25،000 شخص.
خلال جائحة COVID-19، نشرت هورويل مقالات إعلامية حول أخلاقيات واستخدام الحماية التنفسية من قبل الجمهور.

### الجوائز و التكريمات
تشمل جوائزها و تكريماتها الأخيرة؛
• ميدالية بلينيوس للبحوث المتعددة التخصصات في مجال المخاطر الطبيعية من الاتحاد الأوروبي لعلوم الأرض لعام 2020
• رئيس قسم الصحة الجيوفيزيائية والمؤسس له من الاتحاد الأمريكي للجيوفيزياء لعام 2020

#### المنشورات المختارة:
لدى هورويل أكثر من 60 ورقة بحثية وعدة فصول في الكتب في مجالات متنوعة تشمل البراكين، البترولوجيا، علم السلوك، الأنثروبولوجيا الاجتماعية، السموم، علم التعرض، الصحة العامة والوبائيات، القانون والأخلاق. يمكن العثور على قائمة كاملة للمنشورات على موقعها الخاص . منشوراتها تشمل:
 • ماكدونالد، إف.، هورويل، سي. ج.، ويكر، ر.، دومينيلي، ل.، لوه، م.، كامانيري، ر.، وأوغارتي، ك. (2020). ""استخدام أقنعة الوجه لحماية المجتمع من كوارث تلوث الهواء: نظرة أخلاقية عامة وإطار لتوجيه اتخاذ القرارات الوكالية"". المجلة الدولية لتقليل مخاطر الكوارث ع. 43: 101376. Bibcode:2020IJDRR..4301376M. DOI:10.1016/j.ijdrr.2019.101376. S2CID:210158793.
• مولر، دبليو.، كاوي، ه.، هورويل، س. ج.، باكستر، ب. ج.، ماكيلفيني، د.، بوث، م.، تشيري، ج. دبليو.، كولينان، ب.، جارفيس، د.، أوغارتي، ك.، وإينوي، ه. (2020). ""بروتوكولات وبيئية موحدة للسكان المتأثرين بالثورانات البركانية"". مجلة منظمة الصحة العالمية. ع. 98: 362–364. DOI:10.2471/BLT.19.244509. PMC:7265949. PMID:32514202. مؤرشف من الأصل في 2023-03-08.
• مولر، دبليو.، هورويل، س. ج.، أبسلي، أ.، شتاينل، س.، ماكفيرسون، س.، تشيري، ج. دبليو.، وغاليا، ك. إس (2018). "فعالية واقيات الجهاز التنفسي التي يرتديها أفراد المجتمع للحماية من استنشاق الرماد البركاني". المجلة الدولية للصحة والبيئة. ج. 6 ع. 221: 967–976. DOI:10.1016/j.ijheh.2018.03.012. PMID:29779694 – عبر 29159967.
• ناتراس، سي.، هورويل، س. ج.، دامبي، د. إي.، براون، د.، وستون، في (2017). ""تأثير الشوائب من الألومنيوم والصوديوم على السمية والقدرة التحفيزية على التهاب كريستوباليت في الاختبارات الحيوية"". البحث البيئي ع. 159: 164–175. Bibcode:2017ER....159..164N. DOI:10.1016/j.envres.2017.070054. PMID:28802207. S2CID:11018328.
• توماشيك، إ.، هورويل، س.ج.، دامبي، د.إ.، باروشوفا، ه.، جيرز، س.، بيتري-فينك، أ.، روثين-روتيشاوزر، ب. و كليفت، م.ج.د. (2016). ""التعرض المشترك لجزيئات العادم الديزل ورماد البركان القابل للتنفس من جبال سوفرير يسبب استجابة (محتملة) التهابية في نموذج حاجز الأنسجة الظهارية متعددة الخلايا "". سمية الجسيمات والألياف. ج. 1 ع. 13: 67. DOI:10.1186/s12989-016-0178-9. PMC:5153918. PMID:27955700.
• دامبي، د.إ.، ميرفي، ف.أ.، هورويل، س.ج.، رافتيس، ج. و دونالدسون، ك (2016). ""السمية الجهاز التنفسي للرماد البركاني الذي يحمل كريستوباليت"". البحث البيئي ع. 145: 74–84. Bibcode:2016ER....145...74D. DOI:10.1016/j.envres.2015.11.020. PMID:26630620.
• هورويل، سي. جي، باكستر، بي. جي، هيلمان، سي. إي، كالكينز، جي. أي، دامبي، دي. إي، ديلميل، بي، دونالدسون، ك، دانستر، سي، فوبيني، بي، هوسكولدسون، أي، كيلي، أف. جي، لارسن، جي، لوبلوند، جي. أس، ليفي، كي. جي. تي، مينديس، بي، مورفي، أف، ناتراس، سي، سويني، س، تيتلي، تي. دي، ثوردارسون، تي وتوماتيس، أم. ""توصيف الخواص الفيزيائية والكيميائية والسمية للرماد الناتج عن ثوران بركاني في عامي 2010 و2011 في بركاني Eyjafjallajökull و Grímsvötn في أيسلندا باستخدام بروتوكول تقييم الخطر السريع على الجهاز التنفسي"". البحث البيئي ع. 127: 63–73. Bibcode:2013ER....127...63H. DOI:10.1016/j.envres.2013.08.011. PMID:24267795. S2CID:43333848.
• هورويل، سي. جي، ويليامسون، بي. جي، دونالدسون، ك، لوبلوند، جي. أس، دامبي، دي. إي.، وبوين، ل (2012). ""هيكل الكريستوباليت البركاني فيما يتعلق بسميته؛ الأهمية بالنسبة لخطر السيليكا البلورية المتغير"". سمية الجسيمات و الألياف ع. 9: 44. DOI:10.1186/1743-8977-9-44. PMC:3574026. PMID:23164071.
• لوبلوند، جي. أس، هورويل، سي. جي، ويليامسون، بي. جي، وأوبنهايمر، سي (2010). ""توليد السيليكا البلورية من حرق القصب"". مجلة المراقبة البيئية. ج. 7 ع. 12: 1459–1470. DOI:10.1039/C0EM00020E. PMID:20520870.
• هورول ، سي جي ، فينوجليو ، إي. وفوبيني ، بي (2007). ""توليد الشعاع الهيدروكسيل المستحث بواسطة الحديد من رماد البراكين القاعدية"". رسائل علوم الارض و الكواكب. ج. 3–4 ع. 261: 662–669. Bibcode:2007E&PSL.261..662H. DOI:10.1016/j.epsl.2007.07.032. مؤرشف من الأصل في 2022-08-12.
• هورول ، سي جي (2007). ""تحليل حجم حبيبات رماد البراكين للتقييم السريع لخطر الصحة التنفسية"". مجلة المراقبة البيئية. ج. 10 ع. 9: 1107–1115. DOI:10.1039/b710583p. PMID:17909645.
• هورول ، سي جي (2006). ""مخاطر الصحة التنفسية لرماد البراكين: مراجعة للحد من المخاطر البركانية"". نشرة البراكين. ج. 1 ع. 69: 1–24. Bibcode:2006BVol...69....1H. DOI:10.1007/s00445-006-0052-y. S2CID:19173052.
• ويثام ، سي اس ؛ هورول ، سي جي (2005). ""ترشيحات رماد البراكين: مراجعة وتوصيات لطرق الأخذ بالعينات"". مجلة البراكين والأبحاث الجيوحرارية. ج. 3–4 ع. 141: 299–326. Bibcode:2005JVGR..141..299W. DOI:10.1016/j.jvolgeores.2004.11.010.